# 2 października
2 października jest 275. (w latach przestępnych 276.) dniem w kalendarzu gregoriańskim. Do końca roku pozostaje 90 dni.

## Święta
- Imieniny obchodzą: Aleksandra, Antoni, Berengar, Berengaria, Eleuteria, Eleuteriusz, Eleutery, Leodegar, Nasiębor, Stanimir, Ursycyn i Teofil.
- Gwinea – Święto Republiki
- Indie – Urodziny Mahatmy Gandhiego
- Tuvalu – 2. dzień Święta Tuvalu
- Włochy – Dzień Babć i Dziadków
- Międzynarodowe:
  - Międzynarodowy Dzień bez Przemocy (ustanowiony przez Zgromadzenie Ogólne ONZ 15 czerwca 2006 roku)[1]
  - Światowy Dzień Zwierząt Hodowlanych[2]
- Wspomnienia i święta w Kościele katolickim[3][4] obchodzą:
  - św. Aleksandra z Egiptu (pustelnica)
  - Święci Aniołowie Stróżowie
  - męczennicy: św. Eleuteriusz, żołnierz (zm. ok. 680), św. Geryn (zm. ok. 678), św. Leodegar, biskup (zm. 675) oraz św. Teofil, mnich (zm. VIII w.)
  - bł. Antoni Chevrier (kapłan)
  - św. Eleuteriusz (papież)

## Wydarzenia w Polsce

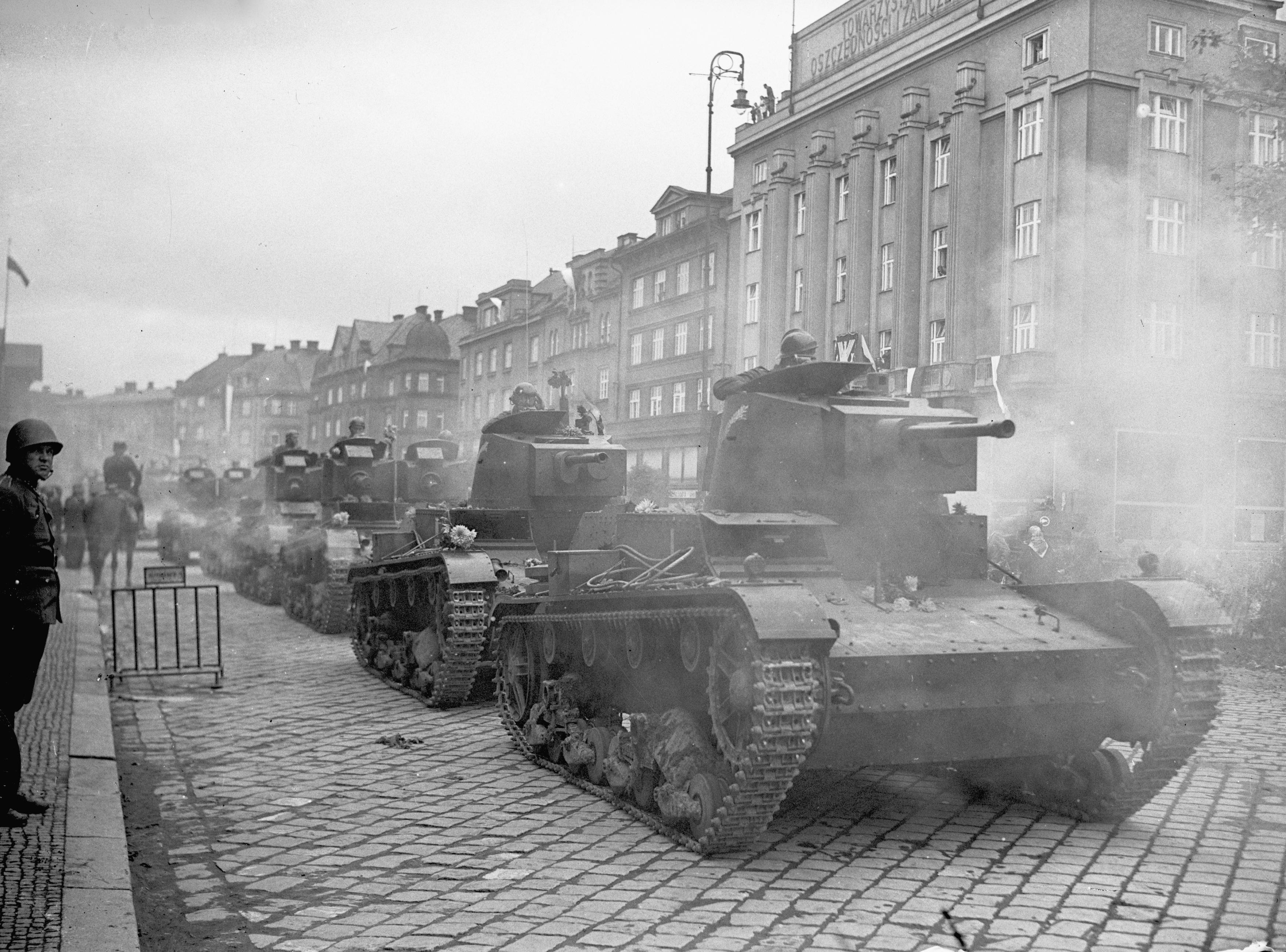
Wojsko Polskie w trakcie zajmowania Zaolzia (1938)

- 1283 – Żerków otrzymał prawa miejskie.
- 1413 – Zawarto unię horodelską potwierdzającą ścisły związek między Polską i Litwą.
- 1471 – Z Krakowa wyruszył dwunastotysięczny oddział wojska eskortujący na Węgry królewicza Kazimierza, syna króla Polski Kazimierza IV Jagiellończyka. Celem nieudanej wyprawy było obalenie króla Macieja Korwina i przejęcie władzy na Węgrzech.
- 1493 – Biskup krakowski Fryderyk Jagiellończyk został nominowany na arcybiskupa gnieźnieńskiego i prymasa Polski.
- 1523 – Drukarnię krakowską opuścił, napisany po łacinie, poemat Mikołaja Hussowczyka Pieśni o żubrze z 11 wierszami dedykowanymi królowej Bonie Sforzy.
- 1535 – Na podstawie rozporządzenia króla Zygmunta Starego spis prawa zwyczajowego Zwierciadło saskie stał się prawem obowiązującym w sądach miejskich i wiejskich.
- 1648 – Powstanie Chmielnickiego:  na wieść o klęsce pod Piławcami po 5 miesiącach oblężenia skapitulowała polska twierdza w Kudaku nad Dnieprem.
- 1778 – Poświęcono kościół Najświętszej Marii Panny w Ostrowie Wielkopolskim.
- 1786 – W Warszawie rozpoczął obrady tzw. Sejm dogrumowski.
- 1794 – Insurekcja kościuszkowska: gen. Jan Henryk Dąbrowski pokonał Prusaków w bitwie pod Bydgoszczą.
- 1845 – W Przemyślu założono Greckokatolickie Seminarium Duchowne.
- 1870 – Ukazało się pierwsze wydanie „Gazety Kieleckiej“.
- 1915 – I wojna światowa: Niemcy zajęli Wilno.
- 1924:
  - W Katowicach w obecności ministra Józefa Kiedronia otwarto wystawę automobilową.
  - W Krakowie zainaugurowano obrady II Zjazdu Fizyków Polskich. Uroczystego otwarcia dokonał senior Władysław Natanson.
- 1926 – Utworzono pierwszy rząd Józefa Piłsudskiego.
- 1934 – 12 osób zginęło, a 60 zostało rannych w wyniku zderzenia pociągów pod Krakowem.
- 1937 – Utworzono Związek Lewicy Patriotycznej.
- 1938:
  - W Kielcach odsłonięto Pomnik Czynu Legionowego.
  - Wojska polskie wkroczyły na czechosłowackie Zaolzie.
- 1939 – Skapitulował Hel, ostatnia twierdza kampanii wrześniowej.
- 1940 – Niemcy utworzyli getto warszawskie.
- 1942 – Ukraińscy policjanci dowodzeni przez Niemców zamordowali 582 Żydów na cmentarzu żydowskim we wsi Opalin nad Bugiem.
- 1943 – Gubernator Hans Frank wydał rozporządzenie o zwalczaniu zamachów na niemieckie dzieło odbudowy w Generalnym Gubernatorstwie.
- 1944 – 63. dzień powstania warszawskiego: w nocy z 2 na 3 października podpisano honorowy akt o kapitulacji powstania.
- 1955:
  - Marian Więckowski wygrał 12. Tour de Pologne.
  - W Warszawie został ujęty zabójca milicjanta Jerzy Paramonow.
- 1957:
  - Decyzją KC PZPR zawieszono wydawanie tygodnika „Po prostu”.
  - Telewizja Polska wyemitowała premierowe wydanie „Dziennika Telewizyjnego”.
- 1962 – Telewizja Polska wyemitowała pierwszą dobranockę z serii Jacek i Agatka.
- 1964 – Premiera komedii filmowej Upał w reżyserii Kazimierza Kutza.
- 1966 – Józef Gawliczek wygrał 23. Tour de Pologne.
- 1970:
  - Premiera filmu Abel, twój brat w reżyserii Janusza Nasfetera.
  - Wystartował program TVP2.
- 1973 – Oddano do użytku Miasteczko Akademickie w Toruniu.
- 1980 – Rozpoczął się X Międzynarodowy Konkurs Pianistyczny im. Fryderyka Chopina.
- 1992 – Premiera polskiej edycji teleturnieju Koło Fortuny.
- 2000 – Wystartował program TVP3.
- 2005 – Rozpoczął się XV Międzynarodowy Konkurs Pianistyczny im. Fryderyka Chopina.
- 2006 – Wystartowała telewizja informacyjno-rozrywkowa Superstacja.
- 2010 – Rozpoczął się XVI Międzynarodowy Konkurs Pianistyczny im. Fryderyka Chopina.

## Wydarzenia na świecie
- 48 p.n.e. – Gajusz Juliusz Cezar przybył do Aleksandrii.
- 811 – Michał I Rangabe został cesarzem bizantyńskim.
- 829 – Teofil został koronowany na cesarza bizantyńskiego.
- 939 – Zwycięstwo wojsk niemieckich nad lotaryńskimi w bitwie pod Andernach.
- 1187 – Wojska ajjubidów dowodzone przez Saladyna zdobyły Jerozolimę po 88 latach władania nią przez krzyżowców.
- 1263 – Nierozstrzygnięta szkocko-norweska bitwa pod Largs.
- 1535 – Francuski odkrywca Jacques Cartier dotarł do indiańskiej wioski Hochelaga (obecnie Montreal).
- 1552 – Car Iwan IV Groźny zdobył Kazań i przyłączył do Rosji Chanat Kazański.
- 1601 – Irlandzka wojna dziewięcioletnia: rozpoczęło się oblężenie Kinsale.
- 1627 – Chongzhen został cesarzem Chin.
- 1649 – Kampania Cromwella w Irlandii: rozpoczęło się oblężenie Wexford.
- 1679 – W Nijmegen zawarto pokój holendersko-szwedzki.
- 1700 – Śmiertelnie chory i bezdzietny król Hiszpanii Karol II Habsburg przyznał w testamencie wszystkie swe ziemie księciu Andegawenii Filipowi V, wnukowi króla Francji Ludwika XIV.
- 1720 – Założono Stary Cmentarz Katolicki w Dreźnie.
- 1777 – Johann Adolf von Loß został pierwszym ministrem Elektoratu Saksonii.
- 1794 – I koalicja antyfrancuska: zwycięstwo wojsk francuskich nad austriackimi w bitwie pod Aldenhoven.
- 1795 – Rosja i Austria zawarły ugodę z Prusami w sprawie udziału tego kraju w III rozbiorze Polski.
- 1796 – I koalicja antyfrancuska: zwycięstwo wojsk francuskich nad austriackimi w bitwie pod Biberach.
- 1799 – II koalicja antyfrancuska: zwycięstwo wojsk brytyjsko-rosyjskich nad francusko-holenderskimi w bitwie pod Alkmaar.
- 1809 – V koalicja antyfrancuska: Brytyjczycy pokonali Francuzów w bitwie morskiej pod Zakintos i opanowali wyspy: Zakintos, Kefalinia i Kithira.
- 1814 – Zwycięstwo wojsk hiszpańskich nad powstańcami chilijskimi w bitwie pod Rancagua.
- 1832 – Otwarto Galerię Sabaudzką w Turynie.
- 1835 – Wybuchła rewolucja teksańska, która zdecydowała o utracie Teksasu przez Meksyk.
- 1836 – Charles Darwin powrócił do Anglii po 5-letniej podróży dookoła świata na pokładzie statku HMS „Beagle”.
- 1841 – Florestan I Grimaldi został księciem Monako.
- 1863 – W Portugalii ustanowiono Medal Wojskowy.
- 1864 – Wojna secesyjna: zwycięstwo Konfederatów w I bitwie pod Saltville.
- 1870:
  - Po zajęciu przez wojska włoskie terytorium Państwa Kościelnego odbył się plebiscyt, w którym ponad 80% głosujących opowiedziało się za przyłączeniem Rzymu i regionu Lacjum do zjednoczonych Włoch.
  - Ukazało się pierwsze wydanie francuskiej gazety lokalnej „La Dépêche du Midi“ (jako „La Dépêche de Toulouse“).
- 1873 – W Berlinie odsłonięto kolumnę Siegessäule.
- 1881 – W New Haven w amerykańskim stanie Connecticut założono Zakon Rycerzy Kolumba, największą na świecie katolicką organizację świecką o charakterze charytatywnym.
- 1888 – W piwnicy budowanej siedziby Scotland Yardu w Londynie znaleziono bezgłowy i pozbawiony kończyn tors kobiety (tzw. zagadka Whitehall).
- 1889 – Początek I konferencji państw latynoamerykańskich w Waszyngtonie, której rezultatem było powołanie Międzynarodowej Unii Republik Amerykańskich.
- 1899 – Amerykański astronom Edwin Foster Coddington odkrył planetoidę (445) Edna.
- 1900 – Belgijski następca tronu książę Albert ożenił się w Monachium z księżniczką bawarską Elżbietą Gabrielą.
- 1901 – Zwodowano pierwszy brytyjski okręt podwodny HMS „Holland 1”.
- 1902 – Brytyjska pisarka i ilustratorka Beatrix Potter wydała pierwszą z serii książek dla dzieci z przygodami Piotrusia Królika.
- 1905 – W stoczni w Portsmouth rozpoczęto budowę brytyjskiego pancernika o przełomowej konstrukcji HMS „Dreadnought”.
- 1910 – Włoski astronom Vincenzo Cerulli odkrył planetoidę (704) Interamnia.
- 1911 – Wojna włosko-turecka: rozpoczęła się bitwa pod Trypolisem.
- 1912 – Charlie Chaplin przybył na stałe do USA.
- 1918 – Po raz pierwszy wzniósł się w powietrze na 9 sekund amerykański pocisk manewrujący Kettering Bug.
- 1919:
  - Ukazało się pierwsze wydanie holenderskiego dziennika „de Volkskrant”.
  - Urzędujący prezydent USA Thomas Woodrow Wilson doznał drugiego w ciągu tygodnia ciężkiego udaru mózgu, który spowodował częściowy paraliż jego ciała.
- 1920 – Król Grecji Aleksander I został ugryziony przez makaka berberyjskiego, w wyniku czego zmarł 25 października z powodu sepsy połączonej z gangreną.
- 1922 – Na Litwie wprowadzono do obiegu nową walutę narodową – lit.
- 1924 – W Paryżu rozpoczęły się francusko-niemieckie rokowania w sprawie traktatu handlowego.
- 1926 – Rozpoczęło emisję Radio Słowackie.
- 1928:
  - Arvid Lindman został po raz drugi premierem Szwecji.
  - Josemaría Escrivá de Balaguer założył w Madrycie organizację Opus Dei.
- 1931 – Papież Pius XI ogłosił encyklikę Nova impendet na temat trwającego światowego kryzysu gospodarczego.
- 1933 – W Guild Theatre na nowojorskim Broadwayu odbyła się premiera komedii Eugene’a O’Neilla Ah, Wilderness!
- 1937:
  - Premiera amerykańskiego filmu Miłość w eterze w reżyserii Nicka Grinde’a, w którym zadebiutował Ronald Reagan.
  - Szwadrony śmierci dyktatora Dominikany Rafaela Trujillo rozpoczęły rzeź imigrantów z Haiti.
- 1938 – 70-osobowa grupa uzbrojonych Arabów dokonała pogromu żydowskich mieszkańców Tyberiady, zabijając 19 osób, w tym 11 dzieci.
- 1940 – Uruchomiono komunikację trolejbusową w szwedzkim Göteborgu.
- 1941:
  - Front wschodni: rozpoczęła się bitwa pod Moskwą.
  - Niemiecki pilot doświadczalny Heini Dittmar jako pierwszy na świecie przekroczył na myśliwcu z silnikiem rakietowym Messerschmitt Me 163 granicę 1000 km/h (1003,67 km/h).
- 1942: 
  - u północnych wybrzeży Irlandii liniowiec pasażerski „Queen Mary” przypadkowo staranował krążownik HMS „Curacoa” z własnej eskorty. Zginęło 338 marynarzy.
  - na Morzu Południowochińskim zatonął japoński statek „Lisbon Maru”, storpedowany dzień wcześniej przez amerykański okręt podwodny USS „Grouper”. Zginęło ponad 800 brytyjskich jeńców wojennych.
- 1943 – Front wschodni: zwycięstwem Armii Czerwonej zakończyła się bitwa pod Smoleńskiem (7 sierpnia-2 października).
- 1944 – Front zachodni:
  - Rozpoczęła się bitwa nad Skaldą.
  - Rozpoczęła się bitwa pod Akwizgranem.
- 1945 – József Mindszenty został mianowany na arcybiskupa Ostrzyhomia i prymasa Węgier.
- 1946 – Wyemitowano premierowy odcinek pierwszej telewizyjnej amerykańskiej opery mydlanej Faraway Hill.
- 1947 – Otwarto Muzeum Sztuki w São Paulo.
- 1948 – Lecąca z Oslo do Trondheim łódź latająca Short Sandringham rozbiła się podczas wodowania, w wyniku czego zginęło 19 spośród 45 osób na pokładzie. Wśród ocalałych był 76-letni brytyjski naukowiec i działacz pokojowy Bertrand Russell.
- 1949:
  - W Niemczech Zachodnich byli naziści założyli Socjalistyczną Partię Rzeszy (została zdelegalizowana w 1952 roku).
  - ZSRR jako pierwszy kraj na świecie uznał nowo powstałą Chińską Republikę Ludową i nawiązał z nią stosunki dyplomatyczne.
- 1950 – Premiera serii komiksowej Fistaszki amerykańskiego rysownika Charlesa Schulza.
- 1951 – Linie lotnicze British European Airways uruchomiły pierwszą na świecie helikopterową linię pasażerską na trasie Cardiff-Wrexham-Liverpool.
- 1955:
  - Amerykańska stacja CBS rozpoczęła emisję serialu kryminalnego Alfred Hitchcock przedstawia.
  - W USA zakończono eksploatację komputera ENIAC.
- 1957:
  - Polska przedstawiła na forum ONZ tzw. plan Rapackiego, przewidujący stworzenie strefy bezatomowej w środkowej Europie.
  - Premiera amerykański-brytyjskiego filmu wojennego Most na rzece Kwai w reżyserii Davida Leana.
- 1958 – Gwinea proklamowała niepodległość (od Francji).
- 1960:
  - Oddano do użytku Stadion Morumbi w São Paulo.
  - W laboratorium w Londynie odkryto pierwszy szczep opornego na metycylinę gronkowca złocistego, będącego częstą przyczyną zakażeń wewnątrzszpitalnych.
- 1962 – W zakładach w Hanowerze został wyprodukowany milionowy Volkswagen Transporter.
- 1964 – 80 osób zginęło w katastrofie samolotu Douglas DC-8 należącego do francuskich linii Union de Transports Aériens w hiszpańskiej prowincji Grenada.
- 1966 – Oddano do użytku Stadion Vicente Calderóna w Madrycie.
- 1967 – Thurgood Marshall został pierwszym czarnoskórym sędzią amerykańskiego Sądu Najwyższego.
- 1968 – Ponad 300 osób zginęło po tym, jak wojsko otworzyło ogień do pokojowo protestujących studentów w Tlateloclo, dzielnicy miasta Meksyk.
- 1970 – Ukazał się album Atom Heart Mother brytyjskiej grupy rockowej Pink Floyd.
- 1971 – 63 osoby zginęły w katastrofie należącego do British European Airways samolotu Vickers Vanguard pod belgijskim Aarsele.
- 1972:
  - 109 osób zginęło w katastrofie Iła-18 pod rosyjskim Soczi.
  - Duńczycy opowiedzieli się w referendum za przystąpieniem do Wspólnot Europejskich.
- 1974:
  - Brazylijski piłkarz Pelé rozegrał ostatni mecz w barwach Santos FC, gdzie występował przez 18 lat.
  - Premiera amerykańskiego thillera Długi postój na Park Avenue w reżyserii Josepha Sargenta.
- 1978 – Mustafa Chalil został premierem Egiptu.
- 1979 – Papież Jan Paweł II wygłosił przemówienie na forum ONZ w Nowym Jorku.
- 1981:
  - Ali Chamenei wygrał wybory prezydenckie w Iranie.
  - Prezydent USA Ronald Reagan anulował decyzje swego poprzednika Jimmy’ego Cartera z 1977 roku o zakończeniu produkcji bombowca strategicznego Rockwell B-1B Lancer i zatwierdził wybudowanie 100 kolejnych jego egzemplarzy.
- 1983 – W Bangladeszu Muhammad Yunus założył Grameen Bank.
- 1988:
  - Magdalena z Canossy została kanonizowana przez Jana Pawła II.
  - W Seulu zakończyły się XXIV Letnie Igrzyska Olimpijskie.
- 1990:
  - 130 osób zginęło w okupowanym przez wojska irackie Kuwejcie w katastrofie Iła-76 linii lotniczych Iraqi Airways.
  - Uprowadzony chiński Boeing 737 zderzył się podczas lądowania na lotnisku w Kantonie z dwiema maszynami na ziemi, w wyniku czego zginęło 128 osób, a 53 zostały ranne.
- 1992 – Ponad 100 więźniów zginęło podczas tłumienia buntu w więzieniu Carandiru w São Paulo.
- 1995 – W Gruzji tymczasowa waluta kupon została zastąpiona przez lari w stosunku 1:1 000 000.
- 1996:
  - 70 osób zginęło w katastrofie należącego do linii lotniczych Aeroperú Boeinga 757 u wybrzeży Peru.
  - Ostatni komunistyczny premier Bułgarii Andrej Łukanow został zastrzelony przez nieznanego sprawcę przed swym domem w Sofii.
- 1997:
  - Jan Paweł II rozpoczął podróż apostolską do Brazylii.
  - Podpisano Traktat amsterdamski.
- 1998 – Pandeli Majko został premierem Albanii.
- 2002 – John Allen Muhammad (jeden z dwóch tzw. „snajperów z Waszyngtonu”) zastrzelił swoją pierwszą ofiarę.
- 2003 – Nicholas Liverpool został prezydentem Dominiki.
- 2006:
  - 5 dziewczynek zostało zastrzelonych przez szaleńca podczas masakry w szkole amiszów w Nickel Mines w Pensylwanii.
  - Rosja zawiesiła połączenia drogowe, lotnicze, kolejowe, morskie i pocztowe z Gruzją w odwecie za aresztowanie 4 rosyjskich oficerów wywiadu wojskowego GRU pod zarzutem szpiegostwa.
- 2007 – Prezydent Korei Południowej Roh Moo-hyun przybył drogą lądową do Pjongjangu na drugi w historii szczyt międzykoreański.
- 2009:
  - Członkowie MKOl zadecydowali podczas sesji w Kopenhadze, że gospodarzem XXXI Letnich Igrzysk Olimpijskich w roku 2016 będzie Rio de Janeiro.
  - W powtórzonym referendum Irlandczycy przyjęli Traktat lizboński.
- 2010 – 36 osób zginęło, a 50 zostało rannych w katastrofie kolejowej w Pemalang na indonezyjskiej wyspie Jawa.
- 2012 – Islamscy terroryści z nigeryjskiego ugrupowania Boko Haram wtargnęli w nocy z 1 na 2 października do akademika przy Politechnice Federalnej w mieście Mubi i zamordowali 27 studentów.
- 2013 – Charles Savarin został prezydentem Dominiki.
- 2015 – Na lotnisku w Dżalalabadzie we wschodnim Afganistanie rozbił się amerykański wojskowy samolot transportowy Lockheed C-130 Hercules, w wyniku czego zginęło wszystkich 11 osób na pokładzie.
- 2018 – Saudyjski dziennikarz Dżamal Chaszukdżi został zamordowany po wejściu do saudyjskiego konsulatu w Stambule.
- 2021 – Carlos Vila Nova został prezydentem Wysp Świętego Tomasza i Książęcej.
- 2023 – Sylvanie Burton objęła urząd prezydenta Dominiki.

## Eksploracja kosmosu
- 1971 – Radziecka sonda Łuna 19 weszła na orbitę Księżyca.
- 1989 – Amerykańska sonda Voyager 2 zakończyła obserwację Neptuna, ostatniej z 4 badanych przez nią planet zewnętrznych i ich księżyców.

## Urodzili się
- 971 – Mahmud z Ghazny, władca Ghaznawidów (zm. 1030)
- 1238 – Mangrai, władca królestwa Lanna (zm. 1311)
- 1327 – Baldus de Ubaldis, włoski prawnik (zm. 1400)
- 1452 – Ryszard III York, król Anglii (zm. 1485)
- 1470:
  - Izabela Aragońska, księżna Mediolanu (zm. 1524)
  - Izabela z Asturii, księżna Asturii, królowa Portugalii (zm. 1498)
  - Jerzy Podiebradowicz, hrabia kłodzki, książę ziębicki i oleśnicki (zm. 1502)
- 1538 – Karol Boromeusz, włoski duchowny katolicki, arcybiskup Mediolanu, kardynał, święty (zm. 1584)
- 1547 – Filip Ludwik Wittelsbach, hrabia palatyn i książę Palatynatu-Neuburg (zm. 1614)
- 1550 – Rudolf Acquaviva, włoski jezuita, misjonarz, męczennik, błogosławiony (zm. 1583)
- 1582 – August Wittelsbach, hrabia palatyn i książę Palatynatu-Sulzbach (zm. 1632)
- 1591 – Małgorzata Gonzaga, księżniczka Mantui, księżna Lotaryngii i Bar (zm. 1632)
- 1616 – Andreas Gryphius, niemiecki poeta, dramaturg (zm. 1664)
- 1619 – Gédéon Tallemant des Réaux, francuski pisarz (zm. 1692)
- 1666 – Maria Anna Burbon, francuska arystokratka (zm. 1739)
- 1673 – Franciszek Kaznowski, polski duchowny katolicki, biskup pomocniczy poznański (zm. 1732)
- 1697 – Antoni Chavalier Grimaldi, władca Monako (zm. 1784)
- 1703 – Michel-Ange Castellane, francuski dyplomata (zm. 1782)
- 1704 – František Tůma, czeski kompozytor (zm. 1774)
- 1715 – Domenico Caracciolo, neapolitański polityk (zm. 1789)
- 1722 – Leopold Widhalm, austriacki lutnik (zm. 1776)
- 1725 – José Francisco Miguel António de Mendonça, portugalski duchowny katolicki, patriarcha Lizbony, kardynał (zm. 1808)
- 1734 – Johann Friedrich Eyserbeck, niemiecki ogrodnik (zm. 1818)
- 1741 – Augustin Barruel, francuski jezuita, wolnomularz (zm. 1820)
- 1754 – Louis-Gabriel-Ambroise de Bonald, francuski filozof (zm. 1840)
- 1755 – Hannah Adams, amerykańska pisarka (zm. 1831)
- 1756 – Józef Jawurek, polski kompozytor, pianista, dyrygent pochodzenia czeskiego (zm. 1840)
- 1761 – Pedro de La Romana, hiszpański generał (zm. 1811)
- 1768 – William Beresford, brytyjski arystokrata, wojskowy, polityk (zm. 1854)
- 1776 – Nikolaus Johann van Beethoven, kompozytor, brat Ludwiga van Beethovena (zm. 1848)
- 1777 – Jacques-Mathieu Delpech, francuski lekarz, chirurg (zm. 1832)
- 1779 – Karol Dominik Jacobi, polski malarz (zm. 1842)
- 1781 – William Wyatt Bibb, amerykański polityk, senator (zm. 1820)
- 1783 – Franciszek Czarnomski, polski generał, uczestnik powstania listopadowego (zm. 1855)
- 1789 – Franciszek Armiński, polski astronom, wykładowca akademicki, wolnomularz (zm. 1848)
- 1790 – Franciszek Szubert, polski ziemianin, urzędnik, działacz społeczny (zm. 1879)
- 1791:
  - Benedykta Cambiagio Frassinelli, włoska zakonnica, błogosławiona (zm. 1858)
  - Alexis Thérèse Petit, francuski fizyk (zm. 1820)
- 1793 – Jeremiah Garnett, brytyjski dziennikarz (zm. 1870)
- 1797 – Franciszek Nowodworski, polski nauczyciel, polityk, prezydent Włocławka (zm. 1880)
- 1798:
  - Karol Albert, król Sardynii (zm. 1849)
  - Teodora Guérin, francuska zakonnica, święta (zm. 1856)
- 1800:
  - Felix zu Schwarzenberg, austriacki polityk, dyplomata, premier Austrii (zm. 1852)
  - Nat Turner, afroamerykański niewolnik, przywódca powstania w Wirginii (zm. 1831)
- 1802 – Maria Ludwika Carlota Burbon-Parmeńska, księżna Saksonii (zm. 1857)
- 1804 – Edward Rastawiecki, polski baron, kolekcjoner i mecenas sztuki (zm. 1874)
- 1809:
  - Charles Delescluze, francuski dziennikarz, polityk (zm. 1871)
  - Adam Joachim Kulczycki, polski inżynier, kartograf, astronom, podróżnik (zm. 1882)
  - Franciszek Śniegoń, polski duchowny katolicki, dziekan dekanatu cieszyńskiego, wikariusz generalny Generalnego Wikariatu Biskupstwa Wrocławskiego dla Śląska Austriackiego, biskup pomocniczy wrocławski (zm. 1891)
- 1814 – Maurycy Mann, polski pisarz, dziennikarz, polityk (zm. 1876)
- 1817 – Gunnar Wennerberg, szwedzki kompozytor, poeta, polityk (zm. 1901)
- 1821 – Alexander Peter Stewart, amerykański generał konfederacki (zm. 1908)
- 1822 – Jan Kappeyne van de Coppello, holenderski prawnik, polityk, premier Holandii (zm. 1895)
- 1826:
  - Bernard Hantke, polski przemysłowiec pochodzenia żydowskiego (zm. 1900)
  - Gustav Wiedemann, niemiecki fizyk, wykładowca akademicki (zm. 1899)
- 1828 – Charles Floquet, francuski polityk, premier Francji (zm. 1896)
- 1832:
  - Julius von Sachs, niemiecki botanik, wykładowca akademicki (zm. 1897)
  - Edward Burnett Tylor, brytyjski antropolog, etnolog, wykładowca akademicki (zm. 1917)
- 1833 – Edmund Callier, polski historyk, publicysta, uczestnik powstania styczniowego (zm. 1893)
- 1834 – Draginja Ružić, serbska aktorka (zm. 1905)
- 1835 – Louis-Antoine Ranvier, francuski patolog, anatom, histolog, wykładowca akademicki (zm. 1922)
- 1839 – Hans Thoma, niemiecki malarz, grafik (zm. 1924)
- 1844 – Albert Gombault, francuski neurolog (zm. 1904)
- 1846 – Hipolit Jundziłł, polski chirurg (zm. 1898)
- 1847:
  - Paul von Hindenburg, niemiecki feldmarszałek, polityk, prezydent Niemiec (zm. 1934)
  - Siergiej Nieczajew, rosyjski rewolucjonista (zm. 1882)
- 1850:
  - Emil Michałowski, polski nauczyciel, polityk (zm. 1919)
  - Przemysław Wiktor Odrowąż-Pieniążek, polski laryngolog, wykładowca akademicki (zm. 1916)
- 1851 – Ferdinand Foch, francuski dowódca wojskowy, marszałek Francji, marszałek Polski, marszałek polny Wielkiej Brytanii (zm. 1929)
- 1852:
  - William Ramsay, szkocki chemik, laureat Nagrody Nobla (zm. 1916)
  - Maria od Jezusa Santocanale, włoska zakonnica, błogosławiona (zm. 1923)
- 1853 – Vere St Leger Goold, irlandzki tenisista, morderca (zm. 1909)
- 1857:
  - Aleksandras Kuršaitis, litewski językoznawca, działacz społeczny i kulturalny na Litwie Pruskiej (zm. 1944)
  - Martinus Theunis Steyn, burski polityk, prezydent Wolnego Państwa Orania (zm. 1916)
- 1859 – Paul Matting, niemiecki polityk, nadburmistrz Wrocławia (zm. 1935)
- 1862 – Henrik Wigström, fiński jubiler (zm. 1923)
- 1864 – Alfred Roller, austriacki malarz, grafik, scenograf (zm. 1935)
- 1865 – Denys Siczynski, ukraiński kompozytor, dyrygent, pedagog (zm. 1909)
- 1866 – Carl Darling Buck, amerykański lingwista, filolog klasyczny, wykładowca akademicki (zm. 1955)
- 1867:
  - Ludwik Boratyński, polski historyk, pedagog (zm. 1920)
  - Nilo Peçanha, brazylijski polityk, wiceprezydent i prezydent Brazylii (zm. 1924)
  - Božena Slančíková-Timrava, słowacka pisarka, dramaturg, publicystka, redaktorka, działaczka feministyczna (zm. 1951)
- 1868:
  - Andrzej Stopka Nazimek, polski pisarz, badacz folkloru (zm. 1934)
  - Tadeusz Tabaczyński, polski polityk, poseł na Sejm Ustawodawczy i Sejm RP (zm. 1938)
- 1869 – Mahatma Gandhi, indyjski filozof, prawnik, polityk (zm. 1948)
- 1870:
  - Wacław Dziewanowski, polski generał brygady (zm. 1944)
  - Bronisław Gubrynowicz, polski historyk literatury (zm. 1933)
  - Horace Hood, brytyjski admirał (zm. 1916)
- 1871:
  - Cordell Hull, amerykański polityk, sekretarz stanu, laureat Pokojowej Nagrody Nobla (zm. 1955)
  - Jack Stocks, brytyjski kolarz torowy (zm. 1933)
- 1872:
  - Henryk Cihoski, rumuński generał, polityk pochodzenia polskiego (zm. 1950)
  - Władysław Jabłoński, polski architekt, polityk, prezydent Warszawy (zm. 1952)
- 1873:
  - Stephen Warfield Gambrill, amerykański polityk (zm. 1938)
  - Billy Gillespie, szkocki piłkarz (zm. 1942)
  - Hans Horn, norweski narciarz, dwuboista klasyczny, polityk (zm. 1968)
- 1874 – Lee Frayer, amerykański kierowca wyścigowy (zm. 1938)
- 1875 – Maksymilian Paradystal, polski porucznik kawalerii (zm. 1929)
- 1876 – Gabriel Czechowicz, polski ekonomista, prawnik, polityk, minister skarbu (zm. 1938)
- 1877 – Carl T. Hayden, amerykański polityk, senator (zm. 1972)
- 1879:
  - Józef Władysław Bednarz, polski psychiatra (zm. 1939)
  - Stefan Smólski, polski prawnik, polityk, minister spraw wewnętrznych (zm. 1938)
  - Wallace Stevens, amerykański poeta (zm. 1955)
- 1882 – Tymon Niesiołowski, polski malarz, grafik (zm. 1965)
- 1885 – Edmund Karasiński, polski aktor, śpiewak, reżyser teatralny (zm. 1975)
- 1886 – František Slunečko, czeski generał (zm. 1963)
- 1889:
  - Maximilian de Angelis, austriacki generał (zm. 1974)
  - Gustaw Orlicz-Dreszer, polski generał dywizji (zm. 1936)
  - Ingolf Rød, norweski żeglarz sportowy (zm. 1963)
- 1890:
  - Groucho Marx, amerykański aktor komediowy (zm. 1977)
  - Giuseppe Tonani, włoski sztangista (zm. 1971)
- 1891:
  - Wanda Chmielowska, polska pianistka, pedagog (zm. 1980)
  - Werner Lorenz, niemiecki polityk i funkcjonariusz nazistowski, zbrodniarz wojenny (zm. 1974)
  - Erik Stensiö, szwedzki paleontolog (zm. 1984)
  - James Wilson, brytyjski lekkoatleta, długodystansowiec (zm. 1973)
- 1892:
  - Ireneusz (Bekisz), polski biskup prawosławny, pierwszy zwierzchnik Kościoła Prawosławnego w Ameryce (zm. 1981)
  - Julian Puterman-Sadłowski, polski architekt, wykładowca akademicki (zm. 1953)
  - Emanuel Martin Sierra, hiszpański duchowny katolicki, męczennik, błogosławiony (zm. 1936)
- 1893:
  - Walther Düvert, niemiecki generał (zm. 1972)
  - Stanisław Kossuth, polski inżynier górnictwa, docent, kawaler Orderu Virtuti Militari (zm. 1968)[5]
- 1894:
  - Zygmunt Dygat, polski pianista (zm. 1977)
  - James McCrae, szkocki piłkarz, trener (zm. 1974)
  - Andrzej Józef Sapieha, polski ziemianin, hodowca bydła rasowego, podporucznik rezerwy, emisariusz KG AK (zm. ?)
- 1895:
  - Bud Abbott, amerykański aktor (zm. 1974)
  - Christiaan Both, holenderski strzelec sportowy (zm. 1977)
  - Marceau Pivert, francuski polityk (zm. 1958)
- 1896:
  - Jacques Duclos, francuski polityk komunistyczny (zm. 1975)
  - Liaquat Ali Khan, pakistański polityk, premier Pakistanu (zm. 1951)
  - Joe Profaci, amerykański gangster pochodzenia włoskiego (zm. 1962)
- 1897:
  - François Claessens, belgijski gimnastyk (zm. 1971)
  - Adolf Sawicki, polski działacz ludowy, polityk, poseł na Sejm RP (zm. ok. 1940)
- 1898 – Juliusz Żórawski, polski architekt, wykładowca akademicki (zm. 1967)
- 1899 – Nigol Andresen, estoński polityk komunistyczny (zm. 1985)
- 1900 – Kim Dong-in, koreański poeta, prozaik, literaturoznawca (zm. 1951)
- 1901:
  - Roy Campbell, południowoafrykański poeta (zm. 1957)
  - Charles Stark Draper, amerykański fizyk (zm. 1988)
  - Kiki de Montparnasse, francuska aktorka, modelka (zm. 1953)
- 1902:
  - Leopold Figl, austriacki polityk, kanclerz Austrii (zm. 1965)
  - Piotr Galpierin, rosyjski psycholog, pedagog (zm. 1988)
  - Toivo Loukola, fiński lekkoatleta, długodystansowiec (zm. 1984)
  - Jerzy Zawieyski, polski pisarz, polityk, członek Rady Państwa, poseł na Sejm PRL (zm. 1969)
- 1903:
  - Michele Mara, włoski kolarz szosowy (zm. 1986)
  - Lajos Maszlay, węgierski florecista (zm. 1979)
- 1904:
  - Adam Drath, polski geolog (zm. 1942)
  - Graham Greene, brytyjski pisarz (zm. 1991)
  - Georges Miez, szwajcarski gimnastyk (zm. 1999)
  - Lal Bahadur Shastri, indyjski polityk, premier Indii (zm. 1966)
- 1905:
  - Franjo Šeper, chorwacki duchowny katolicki, arcybiskup metropolita Zagrzebia, prefekt Kongregacji Nauki Wiary, kardynał (zm. 1981)
  - Gustav Wiederkehr, szwajcarski działacz piłkarski, prezydent UEFA (zm. 1972)
  - Fumiko Enchi, japońska pisarka (zm. 1986)
- 1906 – Willy Ley, niemiecko-amerykański pisarz, historyk nauki, inżynier (zm. 1969)
- 1907:
  - Ángel León Gozalo, hiszpański strzelec sportowy (zm. 1979)
  - Jan Hulsker, holenderski historyk sztuki (zm. 2002)
  - Víctor Paz Estenssoro, boliwijski prawnik, polityk, prezydent Boliwii (zm. 2001)
  - Alexander Todd, szkocki chemik, laureat Nagrody Nobla (zm. 1997)
- 1909 – Margita Figuli, słowacka pisarka (zm. 1995)
- 1910 – Aldo Olivieri, włoski piłkarz, bramkarz, trener (zm. 2001)
- 1911:
  - Jack Finney, amerykański pisarz (zm. 1995)
  - Tilly Fleischer, niemiecka lekkoatletka, oszczepniczka (zm. 2005)
- 1912 – Irena Gumowska, polska dziennikarka, publicystka, autorka poradników kulinarnych (zm. 1991)
- 1914:
  - (lub 3 października) Jan Nowak-Jeziorański, polski polityk, politolog, działacz społeczny, dziennikarz, żołnierz AK, kurier i emisariusz KG AK i Rządu RP na uchodźstwie (zm. 2005)
  - Richard Schulze-Kossens, niemiecki działacz nazistowski, wojskowy (zm. 1988)
- 1916:
  - Alina Cichecka, polska gimnastyczka (zm. 2001)
  - Bolesław Odrowąż-Szukiewicz, polski podporucznik, żołnierz AK, cichociemny (zm. 1943)
  - Ángel Suquía Goicoechea, hiszpański duchowny katolicki, arcybiskup Santiago de Compostela i Madrytu, kardynał (zm. 2006)
- 1917:
  - Michaił Anikuszyn, rosyjski rzeźbiarz (zm. 1997)
  - Christian de Duve, belgijski cytolog, laureat Nagrody Nobla (zm. 2013)
- 1918 – Claude Eatherly, amerykański major pilot (zm. 1978)
- 1919:
  - Shirley Clarke, amerykańska reżyserka filmowa (zm. 1997)
  - Antonio Medina García, hiszpański szachista (zm. 2003)
- 1920:
  - Giuseppe Colombo, włoski astronom, inżynier, matematyk, wykładowca akademicki (zm. 1984)
  - Janina Kałuska-Szydłowska, polska aktorka (zm. 2010)
  - Wanda Laskowska, polska reżyserka teatralna i telewizyjna (zm. 2016)
  - Tun Tin, birmański polityk, premier Birmy (zm. 2020)
- 1921:
  - Mike Nazaruk, amerykański kierowca wyścigowy (zm. 1955)
  - Robert Runcie, brytyjski duchowny anglikański, arcybiskup Canterbury (zm. 2000)
- 1922:
  - Otmar Mácha, czeski dramaturg, kompozytor, reżyser teatralny (zm. 2006)
  - Žarko Muljačić, chorwacki językoznawca, filolog romanista, wykładowca akademicki (zm. 2009)
  - Zygmunt Ochmański, polski piłkarz (zm. 2003)
- 1923 – Tadeusz Maliszewski, polski siatkarz, trener (zm. 1991)
- 1924:
  - Ryszard Kubiczek, polski generał brygady (zm. 2015)
  - Peter von Oertzen, niemiecki politolog, polityk (zm. 2008)
  - Tapan Sinha, indyjski reżyser i scenarzysta filmowy (zm. 2009)
- 1925:
  - Hubert Drapella, polski reżyser i scenarzysta filmowy (zm. 2008)
  - Paul Goldsmith, amerykański kierowca wyścigowy (zm. 2024)
- 1926:
  - Henryk Groszyk, polski prawnik, sędzia Trybunału Stanu i Trybunału Konstytucyjnego (zm. 2009)
  - Celina Kubicówna, polska aktorka (zm. 1975)
  - Marian Miśkiewicz, polski lekarz, polityk, minister zdrowia i opieki społecznej (zm. 2020)
  - Jan Morris, brytyjska historyk, pisarka (zm. 2020)
  - Stanisław Tomaszek, polski architekt (zm. 2021)
- 1927:
  - Bronisław Dembowski, polski duchowny katolicki, biskup włocławski (zm. 2019)
  - Mieczysław Kluge, polski żołnierz AK, uczestnik powstania warszawskiego (zm. 2022)
  - Nikoła Klusew, macedoński polityk, premier Macedonii Północnej (zm. 2008)
  - Uta Ranke-Heinemann, niemiecka teolog, pisarka, publicystka (zm. 2021)
  - Jerzy Waleńczyk, polski poeta, prozaik (zm. 1994)
  - Wacław Ziółek, polski funkcjonariusz UB, kat (zm. 2006)
- 1928:
  - Geert Hofstede, holenderski psycholog społeczny (zm. 2020)
  - Eberhard von Kuenheim, niemiecki inżynier, menedżer
  - George McFarland, amerykański aktor (zm. 1993)
  - Wolfhart Pannenberg, niemiecki teolog luterański, filozof religii (zm. 2014)
  - Carlos Rojas, chilijski piłkarz
- 1929:
  - Cesare Maestri, włoski alpinista, pisarz (zm. 2021)
  - Ryszard Markowski, polski aktor (zm. 1989)
  - Giorgio Tadeo, włoski śpiewak operowy (bas) (zm. 2008)
- 1930:
  - Sławomira Ciepiela-Kubalska, polska archeolog (zm. 2006)
  - Ivy Dumont, bahamska polityk, gubernator generalna
  - Wiesława Parszniak, polska lekkoatletka, koszykarka, piłkarka ręczna (zm. 2001)
- 1931:
  - Janina Słowińska, polska wszechstronna lekkoatletka (zm. 2020)
  - John Yanta, amerykański duchowny katolicki, biskup Amarillo (zm. 2022)
- 1932:
  - Jadwiga Bogdaszewska-Czabanowska, polska dermatolog (zm. 2013)
  - Maury Wills, amerykański baseballista (zm. 2022)
- 1933:
  - John Gurdon, brytyjski biolog, laureat Nagrody Nobla
  - Krystyna Maciejewska-Zapasiewicz, polska aktorka (zm. 2022)
  - Matthias Mander, austriacki pisarz
  - Ernesto Augusto de Melo Antunes, portugalski polityk (zm. 1999)
  - Giuliano Sarti, włoski piłkarz, bramkarz (zm. 2017)
- 1934:
  - Romualdas Murauskas, litewski bokser (zm. 1979)
  - Wojciech Pokora, polski aktor (zm. 2018)
  - Lord Tanamo, jamajski gitarzysta, wokalista (zm. 2016)
- 1935:
  - Paul Goma, rumuński pisarz, działacz społeczny (zm. 2020)
  - Noriko Ohara, japońska seiyū (zm. 2024)
  - Omar Sívori, argentyński piłkarz, trener (zm. 2005)
- 1936:
  - Dick Barnett, amerykański koszykarz (zm. 2025)
  - Stanisław Brejdygant, polski aktor, reżyser i scenarzysta filmowy, prozaik, dramaturg
  - Romuald Schild, polski archeolog (zm. 2021)
- 1937:
  - Krystyna Mrugalska, polska pedagog, działaczka społeczna (zm. 2024)
  - Daniel Francis Walsh, amerykański duchowny katolicki, biskup Santa Rosa
- 1938:
  - Stig Björkman, szwedzki pisarz, krytyk filmowy
  - Kazimierz Jaremczak, polski judoka, trener, prezes Polskiego Związku Judo (zm. 2025)
  - Waheed Murad, pakistański aktor, reżyser filmowy (zm. 1983)
  - Pierre Rodocanachi, francuski florecista
  - Zbigniew Rusek, polski siatkarz, trener (zm. 2018)
  - Michel Vocoret, francuski aktor, reżyser filmowy (zm. 2016)
- 1939:
  - Mirjana Bohanec, chorwacka śpiewaczka operowa (sopran), aktorka
  - Jurij Głazkow, radziecki generał major lotnictwa, kosmonauta (zm. 2008)
  - Michael Bambang Hartono, indonezyjski miliarder, brydżysta
  - Stasys Šaparnis, litewski pięcioboista nowoczesny
  - Jerzy Wojtczak-Szyszkowski, polski filolog klasyczny, latynista, wykładowca akademicki (zm. 2024)
  - Jurij Zabołotny, ukraiński piłkarz, trener (zm. 1997)
- 1940:
  - Antonio Algora, hiszpański duchowny katolicki, biskup Ciudad Real (zm. 2020)
  - Nanni Galli, włoski kierowca wyścigowy (zm. 2019)
  - Muhammad ibn Talal, jordański książę, generał (zm. 2021)
  - Wojciech Zeidler, polski aktor, reżyser (zm. 2016)
- 1941:
  - Margaret Burvill, australijska lekkoatletka, sprinterka (zm. 2009)
  - Michael Campbell, brytyjski duchowny katolicki, biskup Lancaster
  - Jusuf al-Jusufi, algierski polityk, premier Algierii
- 1942:
  - Jan Ballarin, polski śpiewak operowy (tenor), pedagog
  - Lyle Campbell, amerykański językoznawca, wykładowca akademicki
  - Joanna Radecka, polska projektantka, urbanistka, działaczka opozycji antykomunistycznej
  - Paweł Turkowski, polski polityk, prezydent Siedlec i wicewojewoda siedlecki
- 1943:
  - Andrzej Kuryło, polski poeta, autor tekstów piosenek, tłumacz
  - Charles Savarin, dominicki polityk, prezydent Dominiki
  - Eduardo Serra, portugalski operator filmowy
  - Paul Van Himst, belgijski piłkarz
- 1944:
  - Delfina Krasicka, polska artystka (zm. 2012)
  - Oleg Marusiew, rosyjski aktor (zm. 2021)
  - Willie Morgan, szkocki piłkarz
  - Vernor Vinge, amerykański matematyk, pisarz science fiction (zm. 2024)
  - Ałżan Żarmuchamiedow, kazachski koszykarz, trener (zm. 2022)
- 1945:
  - Martin Hellman, amerykański kryptograf
  - Don McLean, amerykański piosenkarz, gitarzysta, kompozytor
  - Bolesław Szadkowski, polski piłkarz (zm. 2005)
  - Regina Torné, meksykańska aktorka
- 1946:
  - Jean-Jacques Aillagon, francuski menedżer, działacz kulturalny, polityk
  - Sonthi Boonyaratkalin, tajski generał, polityk, premier Tajlandii
  - Antoni (Fiałko), ukraiński biskup prawosławny
  - Jo-El Sonnier, amerykański piosenkarz i akordeonista country, autor tekstów (zm. 2024)
  - Waldemar Wspaniały, polski siatkarz, trener, działacz sportowy
- 1947:
  - Ward Churchill, amerykański weteran wojenny, pisarz
  - Jack Hansen, duński piłkarz
  - Ismail Lleshi, albański polityk, dyplomata
  - Dieter Pfaff, niemiecki aktor, reżyser filmowy i telewizyjny (zm. 2013)
  - Christa Prets, austriacka działaczka samorządowa, polityk, eurodeputowana
  - Grzegorz Wójtowicz, polski ekonomista, prezes NBP, człobek RPP (zm. 2009)
- 1948:
  - Sergio Ahumada, chilijski piłkarz
  - Avery Brooks, amerykański aktor
  - Lech Czerwiński, polski polityk, działacz sportowy, senator RP
  - Anna Dudkiewicz, polska polityk, poseł na Sejm RP
  - Siim Kallas, estoński polityk, premier Estonii, eurokomisarz
  - Donna Karan, amerykańska projektantka mody pochodzenia żydowskiego
  - Jochen Sachse, niemiecki lekkoatleta, młociarz
  - Fatos Sela, albański aktor (zm. 2013)
  - Petr Štěpánek, czeski aktor
  - Andrzej Tenard, polski wokalista, gitarzysta, autor tekstów, kompozytor, członek zespołów Grupa Bluesowa Gramine i Bractwo Kurkowe 1791
  - Jurij Wasienin, rosyjski piłkarz (zm. 2022)
- 1949:
  - Michael Böckler, niemiecki pisarz
  - Richard Hell, amerykański wokalista, basista, pisarz, członek zespołów: The Neon Boys, Television, The Heartbreakers i Richard Hell and the Voidoids
  - Annie Leibovitz, amerykańska fotografka pochodzenia żydowskiego
  - Aldona Pobojewska, polska filozofka
  - Rufat Riskijew, uzbecki bokser
  - Larry Sellers, amerykański aktor
- 1950:
  - Pietro Algeri, włoski kolarz torowy i szosowy
  - Angelyne, amerykańska modelka, aktorka
  - Antonio Di Pietro, włoski prokurator, polityk
  - Ian McNeice, brytyjski aktor
  - Witold Nieduszyński, polski menedżer, polityk, poseł na Sejm RP
  - Tomasz Niesłuchowski, polski rolnik, samorządowiec, wójt gminy Żagań
  - Mike Rutherford, brytyjski gitarzysta, członek zespołów: Genesis, Mike and the Mechanics i Red 7
  - Philip Wilson, australijski duchowny katolicki, arcybiskup Adelajdy (zm. 2021)
- 1951:
  - Christa Kepplinger, austriacka lekkoatletka, sprinterka
  - Jicchak Kohen, izraelski polityk
  - Panajotis Kurumblis, grecki polityk
  - Romina Power, amerykańska piosenkarka, aktorka
  - Sting, brytyjski muzyk, wokalista, kompozytor, aktor
  - Witalij Szewczenko, rosyjski piłkarz, trener
- 1952:
  - Janis Damanakis, grecki piłkarz
  - Tommy Jansson, szwedzki żużlowiec (zm. 1976)
  - Janusz Olejniczak, polski pianista, pedagog muzyczny (zm. 2024)
  - Robin Riker, amerykańska aktorka
  - Jan Švejnar, czeski ekonomista, polityk
- 1953:
  - Tom Boswell, amerykański koszykarz
  - Jim Cannon, szkocki piłkarz
  - Ernest Bai Koroma, sierraleoński polityk, prezydent Sierra Leone
- 1954:
  - Edward Alkśnin, polski judoka
  - Joel Portella Amado, brazylijski duchowny katolicki, biskup pomocniczy Rio de Janeiro, biskup Petrópolis
  - Lorraine Bracco, amerykańska aktorka pochodzenia włosko-brytyjskiego
  - Maria Orsola Bussone, włoska czcigodna Służebnica Boża (zm. 1970)
  - Chico Fraga, brazylijski piłkarz
  - Eran Riklis, izraelski reżyser, scenarzysta i producent filmowy
  - Roman Skamene, czeski aktor
  - Raúl Vilches, kubański siatkarz (zm. 2022)
- 1955:
  - Norodom Arunrasmy, kambodżańska polityk, dyplomatka
  - Rewaz Czelebadze, gruziński piłkarz, działacz piłkarski
  - Philip Oakey, brytyjski wokalista, kompozytor, członek zespołu The Human League
  - Tibor Rab, węgierski piłkarz
  - Mirosław Tłokiński, polski piłkarz
  - Joseph Zuza, malawijski duchowny katolicki, biskup Mzuzu (zm. 2015)
- 1956:
  - Philippe Ballot, francuski duchowny katolicki, arcybiskup Chambéry
  - Leszek Dunecki, polski lekkoatleta, sprinter
  - Javier Gómez, argentyński aktor
  - Iwan Kyryłenko, ukraiński polityk
  - Jonathan Speelman, brytyjski szachista
- 1957:
  - Jean-Richard Geurts, belgijski autor komiksów
  - Moses Doraboina Prakasam, indyjski duchowny katolicki, biskup Nellore
- 1958:
  - Maciej Dutkiewicz, polski reżyser i scenarzysta filmowy
  - Robbie Nevil, amerykański piosenkarz, kompozytor, gitarzysta
  - Laurette Onkelinx, belgijska i walońska polityk
  - Didier Sénac, francuski piłkarz, trener
- 1959:
  - Blanche Barton, amerykańska pisarka
  - Luis Fernández, francuski piłkarz, trener pochodzenia hiszpańskiego
- 1960:
  - Glenn Anderson, kanadyjski hokeista
  - Leszek Kopeć, polski dziennikarz, piosenkarz
  - Pedro van Raamsdonk, holenderski bokser
- 1961 – Dan Corneliusson, szwedzki piłkarz
- 1962:
  - Jeff Bennett, amerykański aktor głosowy
  - Tomasz Budzyński, polski wokalista rockowy, malarz, poeta, członek zespołów: Armia, 2Tm2,3, Budzy i Trupia Czaszka i Siekiera
  - Brian Holm, duński kolarz szosowy, dyrektor sportowy
  - Joe Lara, amerykański aktor, producent filmowy, piosenkarz country (zm. 2021)
  - Claudiu Tămăduianu, rumuński zapaśnik
- 1963:
  - Thierry Bacconnier, francuski piłkarz (zm. 2007)
  - Bogdan Grad, polski gitarzysta, wokalista, członek zespołów: Blue Note, Yankel Band, Big Dance, One Red i Kapela Jankiela
  - Bernarda Ligęza, polska lekkoatletka, sprinterka
- 1964:
  - Sheila Echols, amerykańska lekkoatletka, skoczkini w dal i sprinterka
  - Ciro Fanelli, włoski duchowny katolicki, biskup Melfi-Rapolli-Venosy
  - Dariusz Hajn, polski muzyk, wokalista, członek zespołu Dezerter (zm. 1995)
  - Elżbieta Jankowska, polska wioślarka
  - Katarzyna Kowaleczko, chilijska aktorka pochodzenia polskiego
  - Hilde Quintens, belgijska kolarka przełajowa
  - John Robertson, szkocki piłkarz, trener
- 1965:
  - Darren Cahill, australijski tenisista
  - Macharbiek Chadarcew, uzbecki i rosyjski zapaśnik, polityk
  - Francesca Dellera, włoska aktorka, modelka
  - Dawid D’Or, izraelski śpiewak operowy (kontratenor), kompozytor
  - Artur Gruszczak, polski politolog, wykładowca akademicki
  - John Hart, amerykański pisarz
- 1966:
  - Ángel Espinosa, kubański bokser (zm. 2017)
  - Sandy Goss, kanadyjski pływak
  - Peter Knäbel, niemiecki piłkarz, trener
  - Mousse T., niemiecki didżej, kompozytor, producent muzyczny pochodzenia tureckiego
  - Marian Waligóra, polski paulin
- 1967:
  - Serapion (Dunaj), rosyjski biskup prawosławny
  - Frankie Fredericks, namibijski lekkoatleta, sprinter
  - Bogdan Grabarczyk, polski szachista
  - Thomas Muster, austriacki tenisista
  - Martin Švagerko, słowacki skoczek narciarski
  - Lew Temple, amerykański aktor
- 1968:
  - María Luisa Calle, kolumbijska kolarka torowa i szosowa
  - Mark Crear, amerykański lekkoatleta, płotkarz
  - Agnieszka Kunikowska, polska aktorka dubbingowa, prezenterka radiowa
  - Jana Novotná, czeska tenisistka (zm. 2017)
  - Franz Plangger, austriacki skeletonista
  - Stefano Rusconi, włoski koszykarz, trener
- 1969:
  - Dejan Govedarica, serbski piłkarz
  - Trine Skei Grande, norweska polityk
  - Aleksandra Justa, polska aktorka
  - Mikołaj (Timiadis), cypryjski biskup prawosławny
- 1970:
  - Liam Byrne, brytyjski polityk
  - Wladimer Dgebuadze, gruziński judoka
  - Catherine Kellner, amerykańska aktorka
  - Frédéric Kowal, francuski wioślarz
  - Marco Nuti, włoski siatkarz
  - Benjamin Radford, amerykański pisarz, sceptyk naukowy
  - Andrew Rikunenko, brytyjski łucznik
  - Kelly Ripa, amerykańska aktorka
  - Maribel Verdú, hiszpańska aktorka
- 1971:
  - Takeo Harada, japoński piłkarz
  - Hiroyoshi Kuwabara, japoński piłkarz
  - Marquinhos, brazylijski piłkarz
  - Xavier Naidoo, niemiecki wokalista, członek zespołu Söhne Mannheims
  - Anna Palka, polska policjantka, aktorka niezawodowa
  - Brent Renaud, amerykański dziennikarz, korespondent wojenny, fotoreporter (zm. 2022)
  - James Root, amerykański gitarzysta, kompozytor, członek zespołu Slipknot
  - Berni Schödler, szwajcarski skoczek narciarski, trener
  - Tomasz Steciuk, polski aktor, wokalista
- 1972:
  - Emma Colberti, francuska aktorka
  - Aaron McKie, amerykański koszykarz, trener
  - Dimitri Verhulst, belgijski prozaik, poeta
- 1973:
  - Ferris MC, niemiecki raper, aktor
  - Susana González, meksykańska aktorka
  - Anna Monika Król, polska inżynier środowiska, nauczyciel akademicki
  - Proof, amerykański raper (zm. 2006)
  - Wierka Serdiuczka, ukraiński piosenkarz
- 1974:
  - Bjarke Ingels, duński architekt
  - Michelle Krusiec, amerykańska aktorka pochodzenia tajwańskiego
  - Adrian Kulik, polski basista, członek zespołów Lipali i Tuff Enuff
  - Norm Maracle, kanadyjski hokeista, bramkarz
  - Gift Muzadzi, zimbabwejski piłkarz, bramkarz
  - Magdalena Piekorz, polska scenarzystka i reżyserka filmowa i teatralna
  - Fernando Saez, brazylijski pływak
  - René Sommerfeldt, niemiecki biegacz narciarski
- 1975:
  - Obeid Al-Dosari, saudyjski piłkarz
  - Chrisopiji Dewedzi, grecka lekkoatletka, skoczkini w dal i trójskoczkini
  - Petr Pála, czeski tenisista
  - Ludwik Rakowski, polski polityk, samorządowiec, wicemarszałek województwa mazowieckiego, burmistrz Wilanowa
  - Wałentyna Szewczenko, ukraińska biegaczka narciarska
- 1976:
  - Zafer Biryol, turecki piłkarz
  - Eric Burlison, amerykański polityk, kongresman
  - Salvador Gabriel Del Río Angelis, hiszpański szachista
  - Jurij Możarowski, ukraiński sędzia piłkarski
- 1977:
  - Patrick Barul, francuski piłkarz
  - Carlos Bonet, paragwajski piłkarz
  - Didier Défago, szwajcarski narciarz alpejski
  - Andreas Helgstrand, duński jeździec sportowy
  - Adrian Quinonez, amerykański aktor
  - Jonas Stanevičius, litewski dziennikarz, samorządowiec, polityk
- 1978:
  - Ayumi Hamasaki, japońska piosenkarka
  - Kachaber Mżawanadze, gruziński piłkarz
  - Yutaka Niida, japoński bokser
  - Dorota Staszewska, polska żeglarka sportowa
  - Sławomir Szmal, polski piłkarz ręczny, bramkarz
- 1979:
  - Balázs Borbély, słowacki piłkarz pochodzenia węgierskiego
  - Primož Brezec, słoweński koszykarz
  - Arta Dobroshi, albańska aktorka
  - Przemysław Drabek, polski samorządowiec, polityk, poseł na Sejm RP
  - Francisco Fonseca, meksykański piłkarz
  - Bakary Gassama, gambijski piłkarz
  - Maja Ivarsson, szwedzka wokalistka, gitarzystka, autorka tekstów, liderka zespołu The Sounds
  - Julien Vauclair, szwajcarski hokeista
- 1980:
  - Lucas Castromán, argentyński piłkarz
  - Karen Cockburn, amerykańska gimnastyczka
  - Lorinza Harrington, amerykański koszykarz
  - Stefano Lucchini, włoski piłkarz
  - Alina Sandu, rumuńska judoczka
  - Filipe Teixeira, portugalski piłkarz
- 1981:
  - James Cerretani, amerykański tenisista
  - Marcin Horała, polski prawnik, polityk, wiceminister, poseł na Sejm RP
  - Rafał Kukla, polski samorządowiec, burmistrz Gorlic
  - Andrzej Lampert, polski wokalista, kompozytor, autor tekstów, członek zespołu PIN
  - Cristian Mijares, meksykański bokser
  - Riad Ribeiro, brazylijski siatkarz
  - Avy Scott, amerykańska aktorka filmów porno
  - Luke Wilkshire, australijski piłkarz
- 1982:
  - Tyson Chandler, amerykański koszykarz
  - Nasir El Kasmi, marokański piłkarz
  - Amber Lee Ettinger, amerykańska aktorka, modelka
  - Sati Kazanowa, rosyjska piosenkarka
  - Esra Kırıcı, turecka siatkarka
  - Stephen Pearson, szkocki piłkarz
- 1983:
  - Prakash Amritraj, indyjski tenisista
  - Cara Gee, kanadyjska aktorka
  - Michael Kipyego, kenijski lekkoatleta, długodystansowiec
  - Paweł Sasin, polski piłkarz
- 1984:
  - Marion Bartoli, francuska tenisistka
  - Swiatłana Chachłowa, białoruska pływaczka
  - Jiří Fleišman, czeski piłkarz
  - Andrij Hitczenko, ukraiński piłkarz
  - Eldin Jakupović, szwajcarski piłkarz, bramkarz pochodzenia bośniackiego
  - Paulina Matysiak, polska działaczka samorządowa, polityk, poseł na Sejm RP
  - Markéta Pekarová Adamová, czeska działaczka samorządowa, polityk, przewodnicząca Izby Poselskiej
  - Goran Popow, macedoński piłkarz
  - József Zsók, węgierski piłkarz
- 1985:
  - Mohamed Berrabeh, marokański piłkarz
  - Çağlar Birinci, turecki piłkarz
  - George Boyd, szkocki piłkarz
  - Krystian Dulewicz, polski operator filmowy
  - Martins Ekwueme, nigeryjski piłkarz
  - Steeve Guénot, francuski zapaśnik
  - Ole Marius Ingvaldsen, norweski skoczek narciarski
  - Ciprian Marica, rumuński piłkarz
  - Christo Nikołow, bułgarski koszykarz
  - Sebastian Schwarz, niemiecki siatkarz
  - Paweł Sękowski, polski historyk, wykładowca akademicki
  - Linda Stahl, niemiecka lekkoatletka, oszczepniczka
- 1986:
  - Camilla Belle, amerykańska aktorka
  - Regiane Bidias, brazylijska siatkarka
  - Jacinta Boyd, australijska lekkoatletka, skoczkini w dal
  - Kiko Casilla, hiszpański piłkarz, bramkarz
  - Mitchell Docker, australijski kolarz szosowy
  - Szymon Jędrzejczak, polski pływak (zm. 2005)
  - Markus Riva, łotewski piosenkarz, producent muzyczny, didżej, aktor, prezenter telewizyjny i radiowy
  - Jola Tubielewicz, polska piosenkarka, kompozytorka
  - Adam Vojtěch, czeski prawnik, piosenkarz, polityk
- 1987:
  - Bojana Bobusic, australijska tenisistka pochodzenia serbskiego
  - Andrej Czuchlej, białoruski piłkarz
  - Léger Djimrangar, czadyjski piłkarz
  - Keith Earls, irlandzki rugbysta
  - Joshua Grothe, niemiecki aktor, kaskader, scenarzysta
  - Phil Kessel, amerykański hokeista
  - Rareș Mandache, rumuński koszykarz
  - Ruan Lufei, chińska szachistka
- 1988:
  - Jack Collison, walijski piłkarz
  - Alise Dimante, łotewska lekkoatletka, tyczkarka
  - Brittany Howard, amerykańska wokalistka, gitarzystka, członkini zespołu Alabama Shakes
  - Marina Karnauszczenko, rosyjska lekkoatletka, sprinterka
  - Abel Kiprop Mutai, kenijski lekkoatleta, długodystansowiec
  - Ivan Zaytsev, włoski siatkarz pochodzenia rosyjskiego
- 1989:
  - Frederik Andersen, duński hokeista, bramkarz
  - Marta Gastini, włoska aktorka
  - Agata Klimczak, polska aktorka, wokalistka, kostiumolog
  - Aleksandr Komaristy, rosyjski hokeista
  - George Nash, brytyjski wioślarz
- 1990:
  - Samantha Barks, brytyjska piosenkarka, aktorka
  - Mikkel Diskerud, norwesko-amerykański piłkarz
  - Christopher Drazan, austriacki piłkarz
  - Petra Olsen, szwedzka lekkoatletka, tyczkarka
  - Natalie Willer, amerykańska lekkoatletka, tyczkarka
- 1991:
  - Daniel Bigham, brytyjski kolarz szosowy i torowy
  - Roberto Firmino, brazylijski piłkarz
  - Lee Hodson, północnoirlandzki piłkarz
  - Daniła Izotow, rosyjski pływak
  - Lee Eun-byul, południowokoreańska łyżwiarka szybka, specjalistka short tracku
- 1992:
  - Alisson Becker, brazylijski piłkarz, bramkarz
  - Shane Larkin, amerykański koszykarz
  - Håvard Holmefjord Lorentzen, norweski łyżwiarz szybki
  - Ezequiel Palacios, argentyński siatkarz
  - Shanice van de Sanden, holenderska piłkarka
  - Emelie Wikström, szwedzka narciarka alpejska
  - Mathieu Wojciechowski, polski koszykarz
- 1993:
  - Michy Batshuayi, belgijski piłkarz pochodzenia kongijskiego
  - Bilawal-ur-Rehman, pakistański piłkarz
  - Lasza Talachadze, gruziński sztangista
  - Aaro Vainio, fiński kierowca wyścigowy
- 1994:
  - Yacouba Coulibaly, burkiński piłkarz
  - Paweł Jaroszyński, polski piłkarz
  - Brendan Meyer, kanadyjski aktor
  - Farszad Nur, afgański piłkarz
- 1995:
  - Ashley Fletcher, angielski piłkarz
  - Brandon Goodwin, amerykański koszykarz
  - Norah Jeruto, kenijska i kazachska lekkoatletka, biegaczka długodystansowa
  - Brooke McCarty-Williams, amerykańska koszykarka
  - Yannick Mukunzi, rwandyjski piłkarz
- 1996:
  - Adelina Galyavieva, rosyjska łyżwiarka figurowa
  - Matvei Igonen, estoński piłkarz, bramkarz
  - Marjan Mysyk, ukraiński piłkarz
  - Anna Rędzia, polska piłkarka
  - Guilherme Samaia, brazylijski kierowca wyścigowy
- 1997:
  - Tammy Abraham, angielski piłkarz
  - Lovlina Borgohain, indyjska pięściarka
  - Carlos Izquierdo, kolumbijski zapaśnik
  - Sofian Kiyine, marokański piłkarz
  - Magda Rajtor, polska gimnastyczka
- 1998:
  - Elliot Benchetrit, marokański tenisista
  - Brian Bowen, amerykański koszykarz
  - Miriam Bulgaru, rumuńska tenisistka
  - Radostina Marinowa, bułgarska siatkarka
  - Alessandro Miressi, włoski pływak
  - Jordi Osei-Tutu, angielski piłkarz pochodzenia ghańskiego
  - Alfie Whiteman, angielski piłkarz, bramkarz
- 1999:
  - Igor Czżan, kazachski kolarz szosowy
  - Ihor Nykyforuk, ukraiński zapaśnik
  - Jake Stewart, brytyjski kolarz szosowy i torowy
- 2000:
  - Junes Delfi, irański piłkarz
  - Liang En-shuo, tajwańska tenisistka
- 2001:
  - Aleksandr Nikiszyn, rosyjski hokeista
  - Dolgordżawyn Otgondżargal, mongolska zapaśniczka
- 2002:
  - Jelizawieta Chudajbierdijewa, rosyjska łyżwiarka figurowa
  - Kevin Kollár, słowacki futsalista
  - Dalibor Svrčina, czeski tenisista
- 2003:
  - Zane Maloney, barbadoski kierowca wyścigowy
  - Oscar Vilhelmsson, szwedzki piłkarz
- 2008 - Nera Tiebwa, kiribatyjska judoczka
- 2009 – Lissandro, francuski piosenkarz

## Zmarli
- 534 – Atalaryk, król Ostrogotów (ur. 516)
- 679 – Leodegar, francuski duchowny katolicki, biskup Autun, święty (ur. ok. 615)
- 1225 – An-Nasir, kalif z dynastii Abbasydów (ur. 1158)
- 1264 – Urban IV, papież (ur. ok. 1200)
- 1368 – Anna Kaszyńska, rosyjska księżniczka, zakonnica (ur. ok. 1280)
- 1411 – Antonio Calvi, włoski kardynał (ur. 1341)
- 1493 – Mikołaj z Kutna, polski szlachcic, polityk, wojewoda rawski i łęczycki, starosta generalny Wielkopolski (ur. ok. 1430)
- 1515 – Barbara Zápolya, królowa Polski, wielka księżna litewska pochodzenia węgierskiego (ur. 1496)
- 1588 – Bernardino Telesio, włoski filozof przyrody (ur. 1508/09)
- 1589 – Prospero Santacroce, włoski kardynał, nuncjusz apostolski (ur. 1514)
- 1622:
  - Andrzej Yakichi, japoński męczennik i błogosławiony katolicki (ur. 1615)
  - Franciszek Yakichi, japoński męczennik i błogosławiony katolicki (ur. 1619)
  - Ludwik Yakichi, japoński męczennik i błogosławiony katolicki (ur. ?)
  - Łucja Yakichi, japońska męczennica i błogosławiona katolicka (ur. ?)
- 1629:
  - Pierre de Bérulle, francuski kardynał (ur. 1575)
  - Antonio Cifra, włoski kompozytor (ur. 1584)
  - Giovanni Garzia Millini, włoski duchowny katolicki, biskup Imoli, wikariusz generalny Rzymu, kardynał (ur. 1563)
- 1633:
  - Scipione Caffarelli-Borghese, włoski kardynał, mecenas sztuki (ur. 1577)
  - Mikołaj Komorowski, polski hrabia, polityk, starosta oświęcimski i nowotarski (ur. 1578)
- 1645 – Francesco Cennini de’ Salamandri, włoski kardynał (ur. 1566)
- 1678 – Wu Sangui, chiński dowódca wojskowy, samozwańczy cesarz Chin (ur. 1612)
- 1700 – Tetsugyū Dōki, japoński mistrz zen (ur. 1628)
- 1704 – Carlo Barberini, włoski kardynał (ur. 1630)
- 1708 – Anne-Jules de Noailles, francuski dowódca wojskowy, marszałek Francji (ur. 1650)
- 1709:
  - Iwan Mazepa, hetman kozacki, dyplomata (ur. 1639)
  - Klaudiusz Poullart des Places, francuski prezbiter katolicki, założyciel Zgromadzenia Ducha Świętego (ur. 1679)
- 1724 – François-Timoléon de Choisy, francuski duchowny katolicki, pisarz, dyplomata (ur. 1644)
- 1728 – Zeger van Espen, niderlandzki duchowny katolicki, kanonista, twórca jansenizmu jurydycznego i ideowy inicjator schizmy utrechckiej (ur. 1646)
- 1751 – Thomas Mathews, brytyjski admirał (ur. 1676)
- 1757 – Luigi Centurione, włoski jezuita, generał zakonu (ur. 1686)
- 1761 – Kelemen Mikes, węgierski pisarz (ur. 1690)
- 1764 – William Cavendish, brytyjski arystokrata, polityk, premier Wielkiej Brytanii (ur. ok. 1720)
- 1782 – Charles Lee, brytyjski wojskowy, polski dyplomata (ur. 1732)
- 1786 – Augustus Keppel, brytyjski arystokrata, polityk, admirał (ur. 1725)
- 1791 – Barbara Urszula Sanguszkowa, polska poetka, tłumaczka, filantropka (ur. 1718)
- 1794 – Johann Friedrich Székely, pruski pułkownik pochodzenia węgierskiego (ur. 1739)
- 1800 – Karl Josef von Auersperg, książę ziębicki (ur. 1720)
- 1803 – Samuel Adams, amerykański polityk, pisarz, politolog (ur. 1722)
- 1804:
  - Nicolas-Joseph Cugnot, francuski wynalazca (ur. 1725)
  - Ludwika Maria Poniatowska, polska szlachcianka (ur. 1728)
- 1810 – Tadeusz Wyssogierd, polski polityk (ur. 1765)
- 1831 – José Agostinho de Macedo, portugalski poeta, prozaik (ur. 1761)
- 1841 – Honoriusz V Grimaldi, książę Monako (ur. 1778)
- 1846 – Georg Gottlieb Pusch, niemiecko-polski geolog, paleontolog (ur. 1790)
- 1848:
  - Georg August Goldfuss, niemiecki zoolog, paleontolog (ur. 1782)
  - Feliks Franciszek Łubieński, polski prawnik, rotmistrz, polityk (ur. 1758)
- 1849 – Jakub Gay, polski architekt (ur. 1803)
- 1850 – Sarah Biffen, brytyjska malarka (ur. 1784)
- 1853 – François Arago, francuski matematyk, fizyk, astronom, polityk, minister floty (ur. 1786)
- 1854 – Emilia de Villeneuve, francuska zakonnica, święta (ur. 1811)
- 1875:
  - Solomon Meredith, amerykański generał, polityk (ur. 1810)
  - Petrache Poenaru, rumuński inżynier, matematyk, fizyk, wynalazca (ur. 1799)
- 1876 – Alfonso Giacomo Gaspare Corti, włoski anatom (ur. 1822)
- 1879 – Antoni Chevrier, francuski duchowny katolicki, błogosławiony (ur. 1826)
- 1887 – Domenico Bartolini, włoski kardynał (ur. 1813)
- 1890 – Philip Francis Thomas, amerykański prawnik, polityk (ur. 1810)
- 1892 – Ernest Renan, francuski pisarz, historyk, filozof, filolog, orientalista (ur. 1823)
- 1895 – Eugen Langen, niemiecki inżynier, przemysłowiec, wynalazca (ur. 1833)
- 1897 – Neal Dow, amerykański generał brygady, polityk (ur. 1804)
- 1899 – Percy Pilcher, brytyjski wynalazca, pionier lotnictwa (ur. 1866)
- 1902 – Tadeusz Oksza-Orzechowski, polski działacz polityczny, lekarz, organizator międzynarodowych przedsięwzięć technicznych (ur. 1838)
- 1906 – Ravi Varma, indyjski malarz (ur. 1848)
- 1910 – Gustav Casmir, niemiecki szablista, florecista (ur. 1874)
- 1911 – Winfield Schley, amerykański admirał (ur. 1839)
- 1912 – Jan Beyzym, polski duchowny katolicki, jezuita, misjonarz, błogosławiony (ur. 1850)
- 1916 – Dimczo Debelanow, bułgarski poeta, satyryk, tłumacz (ur. 1887)
- 1918:
  - John Barnett, australijski rugbysta (ur. 1880)
  - Nobuo Imai, japoński samuraj (ur. 1841)
  - Christian Otto Mohr, niemiecki inżynier, wynalazca (ur. 1835)
- 1919 – Pierre Marinovitch, francuski pilot wojskowy, as myśliwski pochodzenia serbsko-polskiego (ur. 1898)
- 1920:
  - Max Bruch, niemiecki kompozytor, dyrygent (ur. 1838)
  - Tomasz Świerad, polski rolnik, polityk, poseł na Sejm Ustawodawczy (ur. 1863)
- 1921 – Wilhelm II, król Wirtembergii (ur. 1848)
- 1927:
  - Svante Arrhenius, szwedzki chemik, fizyk, laureat Nagrody Nobla (ur. 1859)
  - Foqion Postoli, albański pisarz, działacz narodowy (ur. 1889)
- 1928 – Aleksy (Sołowjow), rosyjski duchowny prawosławny, wielki schimnik, święty (ur. 1846)
- 1930 – Tessie Camilleri, maltańska pierwsza absolwentka uczelni wyższej (ur. 1901)
- 1931:
  - Jakub Burbon, hiszpański arystokrata, wojskowy w służbie rosyjskiej (ur. 1870)
  - Thomas Lipton, brytyjski przedsiębiorca, żeglarz (ur. 1848)
- 1933:
  - Mieczysław Dalkiewicz, polski lekarz weterynarii, urzędnik ministerialny (ur. 1875)
  - Elizabeth Thompson, brytyjska malarka historyczna (ur. 1846)
- 1934 – Francesco Durante, włoski chirurg, polityk (ur. 1844)
- 1936:
  - Izydor Bover Oliver, hiszpański duchowny katolicki, męczennik, błogosławiony (ur. 1890)
  - Eliasz Carbonell Mollá, hiszpański duchowny katolicki, męczennik, błogosławiony (ur. 1869)
  - Jan Carbonell Mollá, hiszpański duchowny katolicki, męczennik, błogosławiony (ur. 1874)
  - Franciszek Carceller Galindo, hiszpański duchowny katolicki, męczennik, błogosławiony (ur. 1901)
  - Alfred C. Chapin, amerykański polityk (ur. 1848)
  - Henryk Sáiz Aparicio, hiszpański duchowny katolicki, męczennik, błogosławiony (ur. 1889)
  - Alwar Sanjuán Canet, hiszpański duchowny katolicki, męczennik, błogosławiony (ur. 1908)
- 1937 – Michaił Nalimow, radziecki polityk (ur. 1894)
- 1938:
  - Alexandru Averescu, rumuński generał, polityk, premier Rumunii (ur. 1859)
  - Celestyn Burstin, austriacki matematyk, wykładowca akademicki pochodzenia żydowskiego (ur. 1888)
  - Abdul Challik, palestyński powstaniec (ur. ?)
  - André Lagache, francuski kierowca wyścigowy (ur. 1885)
- 1939:
  - Stefan Hnydziński, polski aktor (ur. 1901)
  - George Mundelein, amerykański duchowny katolicki, arcybiskup Chicago, kardynał (ur. 1872)
- 1940:
  - Johan Anker, norweski przedsiębiorca, konstruktor jachtów, żeglarz sportowy (ur. 1871)
  - Rudolf Kotula, polski bibliotekarz, bibliotekoznawca, bibliograf (ur. 1875)
- 1941 – Menachem Usyszkin, rosyjski inżynier, pedagog działacz syjonistyczny pochodzenia żydowskiego (ur. 1863)
- 1942:
  - Johannes Bresler, niemiecki psychiatra (ur. 1866)
  - Maria Antonina Kratochwil, polska zakonnica, męczennica, błogosławiona (ur. 1881)
  - Mychajło Panikacha, radziecki żołnierz (ur. 1914)
  - Pius Przeździecki, polski paulin (ur. 1865)
- 1943 – Siegfried Kahlbaum, niemiecki psychiatra, radca sanitarny (ur. 1870)
- 1944:
  - Joseph Berry, brytyjski pilot wojskowy (ur. 1920)
  - Stepan Czarnecki, ukraiński poeta, tłumacz, dziennikarz, publicysta, krytyk teatralny i muzyczny, aktor, reżyser (ur. 1881)
  - Stefan Kwaśniewski, polski dziennikarz, felietonista, żołnierz AK, uczestnik powstania warszawskiego (ur. 1898)
  - Vojtěch Luža, czeski generał (ur. 1891)
  - Eugeniusz Raabe, polski inżynier technolog (ur. 1874)
- 1945 – Ruth von Kleist-Retzow, niemiecka działaczka antynazistowska (ur. 1867)
- 1946:
  - Eduard Bass, czeski pisarz, dziennikarz, piosenkarz, aktor, konferansjer, autor piosenek (ur. 1888)
  - Ignacy Mościcki, polski chemik, wykładowca akademicki, wynalazca, polityk, prezydent RP (ur. 1867)
- 1947 – Piotr Uspienski, rosyjski filozof, ezoteryk, dziennikarz (ur. 1878)
- 1948 – Stanisław Kochowicz, polski działacz niepodległościowy, polityczny, społeczny i kulturalny (ur. 1873)
- 1949 – Frank Schulte, amerykański baseballista (ur. 1882)
- 1950 – John Francis Fitzgerald, amerykański polityk, burmistrz Bostonu (ur. 1863)
- 1951 – Gieorgij Szawielski, rosyjski duchowny prawosławny, ostatni kapelan armii i floty (ur. 1871)
- 1953 – John Marin, amerykański malarz, grafik (ur. 1870)
- 1954 – Ludwik Konarzewski (senior), polski malarz, rzeźbiarz, pedagog (ur. 1885)
- 1955 – Bill Orthwein, amerykański pływak (ur. 1881)
- 1956:
  - George Bancroft, amerykański aktor (ur. 1882)
  - Ludwik Christians, polski prawnik, polityk, prezes PCK (ur. 1902)
- 1957 – Luigi Ganna, włoski kolarz szosowy (ur. 1883)
- 1960 – François Blanchy, francuski tenisista (ur. 1886)
- 1961 – Petras Rimša, litewski grafik, rzeźbiarz (ur. 1881)
- 1962:
  - Jerzy Janisch, polski malarz (ur. 1901)
  - Frank Lovejoy, amerykański aktor (ur. 1912)
- 1963 – Irena Kaniewska, polska konstruktor szybowcowa, pilot (ur. 1914)
- 1965 – Oskar Lange, polski ekonomista, dyplomata, polityk, członek Rady Państwa, poseł na Sejm PRL (ur. 1904)
- 1966 – Józef Galewski, polski scenograf (ur. 1882)
- 1968 – Marcel Duchamp, francuski malarz (ur. 1887)
- 1969 – John Ambrose Meyer, amerykański polityk (ur. 1899)
- 1971 – Jørgen Hansen, norweski biegacz narciarski, kombinator norweski (ur. 1885)
- 1973 – Paavo Nurmi, fiński lekkoatleta, długodystansowiec (ur. 1897)
- 1974 – Wasilij Szukszyn, rosyjski pisarz, reżyser filmowy, aktor (ur. 1929)
- 1975 – Tomasz Podziawo, białoruski duchowny katolicki obrządku bizantyjsko-słowiańskiego, doktor filozofii, marianin (ur. 1906)
- 1977 – Odd Frantzen, norweski piłkarz (ur. 1913)
- 1978 – Halina Korngold, polska malarka, rzeźbiarka, pisarka pochodzenia żydowskiego (ur. 1902)
- 1980:
  - Louis Daquin, francuski reżyser filmowy (ur. 1908)
  - John Kotelawala, cejloński polityk, premier Cejlonu (ur. 1897)
  - Walentin Warłamow, radziecki pilot wojskowy, kosmonauta (ur. 1934)
- 1981:
  - Józef Korbas, polski piłkarz (ur. 1914)
  - Fidel LaBarba, amerykański bokser, dziennikarz sportowy (ur. 1905)
  - Pawieł Nilin, rosyjski prozaik, dramaturg, scenarzysta filmowy (ur. 1908)
- 1982:
  - Waleria Dobosz-Markowska, polska śpiewaczka, aktorka (ur. 1887)
  - Lauri Valonen, fiński skoczek narciarski, kombinator norweski (ur. 1909)
- 1983:
  - George Smith, amerykański muzyk bluesowy (ur. 1924)
  - Rodolfo Volk, włoski piłkarz (ur. 1906)
- 1984:
  - Juliusz Glatty, polski scenograf, reżyser, aktor, rzeźbiarz i marionetkarz (ur. 1908)[6]
  - Maria Zientara-Malewska, polska poetka, nauczycielka (ur. 1894)
- 1985 – Rock Hudson, amerykański aktor (ur. 1925)
- 1986 – Jean Carmignac, francuski biblista, qumranolog (ur. 1914)
- 1987:
  - Madeleine Carroll, brytyjska aktorka (ur. 1906)
  - Peter Medawar, brytyjski biolog pochodzenia brazylijskiego, laureat Nagrody Nobla (ur. 1915)
- 1988 – Alec Issigonis, brytyjski inżynier i konstruktor samochodowy pochodzenia grecko-niemieckiego (ur. 1906)
- 1989:
  - Vittorio Caprioli, włoski aktor, reżyser i scenarzysta filmowy (ur. 1921)
  - Jesús Emilio Jaramillo Monsalve, kolumbijski duchowny katolicki, biskup Arauca, błogosławiony (ur. 1916)
- 1991:
  - Dymitr I, ekumeniczny patriarcha Konstantynopola (ur. 1914)
  - Egon Rakette, niemiecki prozaik, poeta (ur. 1909)
  - Bo Westerberg, szwedzki żeglarz sportowy (ur. 1913)
- 1992:
  - Sabiha Bengütaş, turecka rzeźbiarka (ur. 1904)
  - Jeanne Pauwelyn, belgijska działaczka samorządowa, polityk (ur. 1914)
  - Bogdan Suchodolski, polski filozof, historyk nauki i kultury, wykładowca akademicki, polityk, poseł na Sejm PRL (ur. 1903)
- 1994 – Harriet Nelson, amerykańska aktorka, piosenkarka (ur. 1909)
- 1996:
  - Bronisław Kassowski, polski aktor, reżyser teatralny (ur. 1909)
  - Andrej Łukanow, bułgarski ekonomista, polityk, premier Bułgarii (ur. 1938)
- 1997:
  - Thales Pan Chacon, brazylijski aktor, tancerz, choreograf (ur. 1956)
  - Stanisław Ehrlich, polski prawnik, wykładowca akademicki (ur. 1907)
  - Joseph Thomas O’Keefe, amerykański duchowny katolicki, biskup pomocniczy Nowego Jorku, biskup Syracuse (ur. 1919)
- 1998:
  - Gene Autry, amerykański piosenkarz, aktor (ur. 1907)
  - Jerzy Bińczycki, polski aktor (ur. 1937)
  - Karol Gruszczyk, wojewódzki konserwator zabytków w Bielsku-Białej w latach 1975–1998
- 2000 – Elek Schwartz, rumuński piłkarz, trener pochodzenia żydowskiego (ur. 1908)
- 2001 – Oldřich Lajsek, czeski malarz, projektant, grafik, pedagog (ur. 1925)
- 2002:
  - Ryszard Dyja, polski dziennikarz i komentator sportowy (ur. 1930)
  - Tiberiu Olah, rumuński kompozytor, muzykolog, pedagog pochodzenia węgierskiego (ur. 1928)
  - Jadwiga Złotorzycka, polska entomolog, wykładowczyni akademicka (ur. 1926)
- 2003 – Otto Günsche, niemiecki działacz nazistowski (ur. 1917)
- 2004:
  - Sza’ul Amor, izraelski samorządowiec, polityk (ur. 1940)
  - Boris Bratczenko, radziecki polityk (ur. 1912)
- 2005:
  - Orif Alimov, radziecki i uzbecki polityk (ur. 1912)
  - Rita Luginska, łotewska pisarka, tłumaczka pochodzenia białoruskiego (ur. 1933)
  - Andranik Petrosjanc, radziecki i ormiański uczony, generał major służby inżynieryjno-technicznej, polityk (ur. 1906)
  - Ryszard Skupin, polski malarz, rzeźbiarz (ur. 1930)
  - August Wilson, amerykański scenarzysta, dramaturg pochodzenia niemieckiego (ur. 1945)
- 2006:
  - Anselmo Citterio, włoski kolarz torowy (ur. 1927)
  - Paul Halmos, amerykański matematyk pochodzenia węgierskiego (ur. 1916)
- 2007:
  - Andrij Kucenko, ukraiński piłkarz (ur. 1979)
  - Leon Majman, polski dyplomata, działacz robotniczy, więzień polityczny (ur. 1911)
  - Feliks Matyjaszkiewicz, polski scenograf (ur. 1912)
  - Janusz Rzeszewski, polski reżyser filmowy (ur. 1930)
- 2008:
  - Choi Jin-sil, południowokoreańska aktorka, modelka (ur. 1968)
  - Brian Lourie, kanadyjski wokalista, perkusista (ur. 1969)
  - Józef Wolski, polski historyk, wykładowca akademicki (ur. 1910)
- 2009:
  - Marek Edelman, polski lekarz, działacz polityczny i społeczny pochodzenia żydowskiego (ur. 1919 lub 22)
  - Rolf Rüssmann, niemiecki piłkarz (ur. 1950)
- 2010 – Wiesław Kwiatkowski, polski piłkarz (ur. 1951)
- 2011:
  - Norbert Berliński, polski inżynier, samorządowiec, prezydent Elbląga (ur. 1938)
  - Andrija Fuderer, belgijski szachista (ur. 1931)
  - Peter Przygodda, niemiecki reżyser filmowy (ur. 1941)
- 2013:
  - Drita Pelingu, albańska aktorka, reżyserka (ur. 1926)
  - Bernard Woltmann, polski działacz sportowy (ur. 1932)
- 2014:
  - André Buffière, francuski koszykarz, trener (ur. 1922)
  - Włodzimierz Chojnacki, polski kapral pilot (ur. 1914)
  - Jacek Kochanowicz, polski ekonomista, historyk gospodarki (ur. 1946)
  - Eduardo Kucharski, hiszpański koszykarz, trener pochodzenia polskiego (ur. 1925)
  - György Lázár, węgierski polityk komunistyczny, premier Węgier (ur. 1924)
  - Stefan Starczewski, polski socjolog, polonista, pedagog, działacz opozycji demokratycznej (ur. 1935)
- 2015:
  - Eric Arturo del Valle, panamski polityk, prezydent Panamy (ur. 1937)
  - Serhij Krułykowski, ukraiński piłkarz, trener (ur. 1945)
  - Lubomír Lipský, czeski aktor (ur. 1923)
- 2016:
  - Zdzisław Kazimierczuk, polski dziennikarz, reportażysta (ur. 1933)
  - Neville Marriner, brytyjski skrzypek, dyrygent (ur. 1924)
  - Michał Okła, polski lekarz, samorządowiec, polityk, senator RP (ur. 1953)
  - Jerzy Ridan, polski reżyser, scenarzysta, pedagog, publicysta (ur. 1943)
  - Hanna Zora, iracki duchowny chaldejski, archieparcha Ahwazu, eparcha Toronto (ur. 1939)
- 2017:
  - Robert Elsie, kanadyjski językoznawca, literaturoznawca, tłumacz (ur. 1950)
  - Klaus Huber, szwajcarski kompozytor, dyrygent, skrzypek (ur. 1924)
  - Tom Petty, amerykański gitarzysta, wokalista, kompozytor, autor tekstów, członek zespołów: Tom Petty and the Heartbreakers i Traveling Wilburys (ur. 1950)
  - Wacław Sąsiadek, polski piłkarz (ur. 1931)
- 2018 – Dżamal Chaszukdżi, saudyjski dziennikarz, komentator polityczny (ur. 1958)
- 2019:
  - Gia Kanczeli, gruziński kompozytor (ur. 1935)
  - Isaac Promise, nigeryjski piłkarz (ur. 1987)
  - Hanno Selg, estoński pięcioboista nowoczesny (ur. 1932)
  - Kim Shattuck, amerykańska wokalistka i gitarzystka rockowa, kompozytorka, członkini zespołów: Pixies, NOFX (ur. 1963)
  - Milan Skokan, słowacki hokeista (ur. 1942)
- 2020:
  - Bob Gibson, amerykański baseballista (ur. 1935)
  - Dorota Kawęcka, polska aktorka (ur. 1951)
- 2021:
  - Agostino Gambino, włoski prawnik, polityk, minister poczty i telekomunikacji (ur. 1933)
  - Joanis Paleokrasas, grecki ekonomista, polityk, minister finansów (ur. 1934)
  - Colin Pratt, angielski żużlowiec (ur. 1938)
  - Franciszek Surmiński, polski kolarz szosowy i przełajowy (ur. 1934)
- 2022:
  - Éder Jofre, brazylijski bokser (ur. 1936)
  - Sacheen Littlefeather, amerykańska aktorka, działaczka społeczna (ur. 1946)
  - François Remetter, francuski piłkarz (ur. 1928)
- 2023:
  - Kevin Birmingham, amerykański duchowny katolicki, biskup pomocniczy Chicago (ur. 1971)
  - Marie-Daniel Dadiet, iworyjski duchowny katoliki, biskup Katiola, arcybiskup Korhogo (ur. 1952)
  - Janusz Grudziński, polski gitarzysta i keyboardzista rockowy, kompozytor, członek zespołu Kult (ur. 1961)
  - Francis Lee, angielski piłkarz (ur. 1944)
  - Frangiskos Papamanolis, grecki duchowny katolicki, kapucyn, biskup sirosko-meloski i santoryński (ur. 1936)
- 2024:
  - Ryszard Herbut, polski prawnik, politolog, nauczyciel akademicki (ur. 1951)
  - Daniel Williams, grenadyjski prawnik, urzędnik państwowy, polityk, gubernator generalny Grenady (ur. 1935)